# Helmsdale

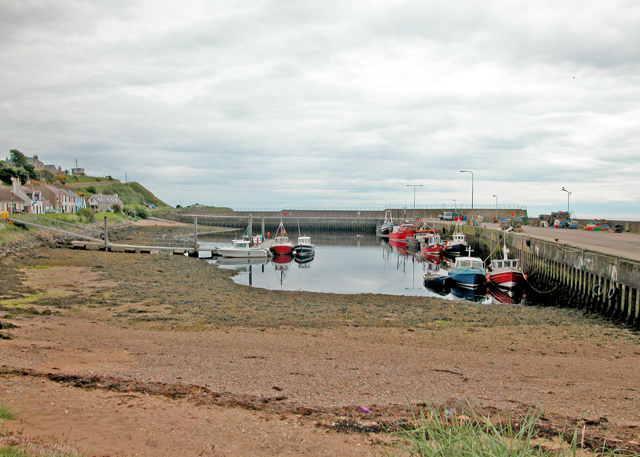
Il porto di Helmsdale

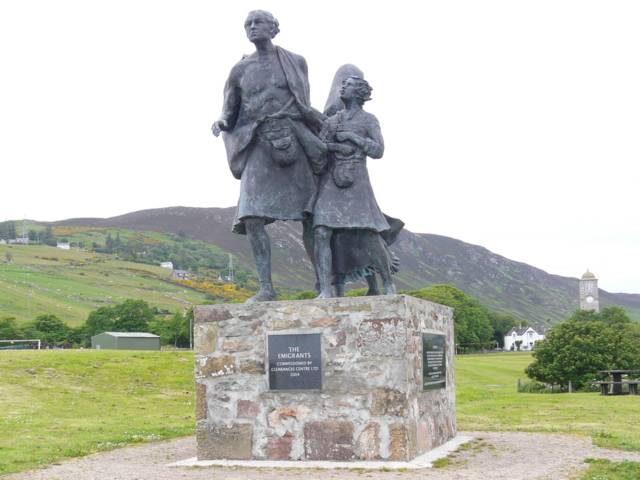
Helmsdale: la scultura "The Emigrants"

Helmsdale (in gaelico scozzese:  Bun Ilidh) è un villaggio della costa nord-orientale della Scozia, facente parte dell'area amministrativa dell'Highland (contea tradizionale: Sutherland  e situato lungo l'estuario sul Mare del Nord del fiume omonimo .

## Etimologia
Il toponimo Helmsdale deriva dal termine antico nordico Hjalmundal, che significa "valle dell'elmetto".

## Geografia fisica

### Collocazione
Helmsdale si trova lungo la costa orientale del Sutherland, tra Dunbeath e Brora (rispettivamente a sud-ovest della prima e a nord-est della seconda).

## Storia
La zona in cui sorge il villaggio era già abitata nel I secolo d.C., secondo quanto riportato da Tacito.
Nel corso del Medioevo, avvenne a Helmsdale un'importante battaglia tra due capi nordici, Sveinn e Olvir Rosta.
Nel 1488, fu costruito a Helmsdale un castello. Nel castello di Helmsdale sarebbe avvenuto nel 1567 l'avvelenamento dell'XI signore del Sutherland per mano di sua zia.
Il villaggio conobbe la propria espansione a partire dal 1814 e, tra il 1816 e il 1818, fu costruito a Helmsdale il porto.
Nel 1970, il castello di Helmsdale fu demolito per consentire la costruzione di un nuovo ponte stradale lungo il fiume Helmsdale.

## Edifici e luoghi d'interesse
- Timespan Museum and Arts Centre, museo sulla storia di Helmsdale[2]
- Badbea, villaggio abbandonato situato nei pressi di Helmsdale, che ospitava sfollati delle Highland Clearances